# Safonivka, Putîvl
Safonivka (în ucraineană Сафонівка) este localitatea de reședință a comunei Safonivka din raionul Putîvl, regiunea Sumî, Ucraina.

## Demografie
Componența lingvistică a localității Safonivka
     Ucraineană (90,96%)
     Rusă (6,91%)
     Română (1,6%)
Conform recensământului din 2001, majoritatea populației localității Safonivka era vorbitoare de ucraineană (90,96%), existând în minoritate și vorbitori de rusă (6,91%) și română (1,6%).